# ستيفن ثورن
ستيفن ثورن (بالإنجليزية: Stephen Thorne)‏ هو رائد فضاء وطيار اختبار وضابط أمريكي، ولد في 11 فبراير 1953 في فرانكفورت في ألمانيا، وتوفي في 24 مايو 1986 في سانتا في في الولايات المتحدة بسبب حوادث الطيران.